# Ascesa e declino delle grandi potenze
Ascesa e declino delle grandi potenze è un saggio sul pensiero politico dell'età moderna, scritto da Paul Kennedy e pubblicato nel 1987. Il saggio esplora la politica e l'economia delle grandi potenze tra il 1500 ed il 1980 e la ragione del loro declino. Procede infine a prevedere le posizioni relative dei cinque grandi centri dominanti all'epoca di pubblicazione, Cina, Giappone, Comunità economica europea, Unione Sovietica e Stati Uniti, entro la fine del ventesimo secolo.

## Contenuto
L'autore prende in considerazione il periodo di tempo compreso tra il 1500 ed il 1980, studiando i mutamenti economico-tecnologici che hanno caratterizzato la nascita, lo sviluppo e il declino delle potenze mondiali di questi secoli.
Dall'epoca pre-industriale a quella post-industriale, Kennedy studia il rapporto tra le risorse economiche delle più grandi potenze e le loro spese per la difesa militare. Secondo Kennedy, quando il bilancio militare ha superato le risorse dell'economia, si è sempre verificata quella costante che conduce dall'ascesa al declino della potenza.
Paul Kennedy afferma che la forza delle grandi potenze non è una misura assoluta, ma può essere calcolata in maniera appropriata solo tramite il confronto con le altre potenze.
Nell'epilogo viene illustrato lo stato di salute delle potenze economico-militari all'epoca di pubblicazione, offrendo spunti di riflessione ed analisi sul loro possibile futuro corso del XXI secolo.

## Mappe e tabelle
Il libro contiene dodici mappe e quarantanove tabelle per guidare il lettore nella comprensione del testo.

## Riconoscimenti
Il libro è stato insignito del prestigioso Wolfson History Prize e del Premio Acqui Storia.

## Edizione italiana
- Ascesa e declino delle Grandi Potenze, Presentazione di Gian Giacomo Migone, Collezione Storica, Milano, Garzanti, 1989,  p. 843.